# Campionati mondiali di tiro 1990
I campionati mondiali di tiro 1990 furono la quarantacinquesima edizione dei campionati mondiali di questo sport e si disputarono al Campo di Tiro Dynamo di Mytišči, a nord-est di Mosca. La nazione più medagliata fu l'Unione Sovietica.

## Risultati

### Uomini

#### Carabina
| Evento                      | Oro                                                                      | Oro       | Argento                                                               | Argento   | Bronzo                                                          | Bronzo    |
| Evento                      | Atleta                                                                   | Risultato | Atleta                                                                | Risultato | Atleta                                                          | Risultato |
| 50m 3 posizioni             | Lee Eun-Chul                                                             | 1267,8    | Robert Foth                                                           | 1264,6    | Grachia Petikian                                                | 1263,7    |
| 50m 3 posizioni a squadre   | Unione Sovietica Viatcheslav Bochkarev Kirill Ivanov Grachia Petikian    | 3490 (RM) | Cecoslovacchia Milan Bakes Petr Kurka Miroslav Varga                  | 3475      | Jugoslavia Rajmond Debevec Nemania Mirosavliev Goran Maksimonic | 3475      |
| 50m a terra                 | Viacheslav Bochkariev                                                    | 701,8     | Harald Stenvaag                                                       | 701,2     | Tadeusz Czerwiński                                              | 701,1     |
| 50m a terra a squadre       | Unione Sovietica Viatcheslav Bochkarev Gennadi Lushikov Sjarhej Martynaŭ | 1784      | Cecoslovacchia Jaromir Bures Václav Bečvář Miroslav Varga             | 1780      | Jugoslavia Rajmond Debevec Nemania Mirosavliev Goran Maksimonic | 1776      |
| 50m in ginocchio            | Hubert Bichler                                                           | 393       | Viacheslav Bochkariev                                                 | 392       | Grachia Petikian                                                | 391       |
| 50m in ginocchio a squadre  | Germania Ovest Hubert Bichler Brocher Peter Heinz                        | 1170      | Unione Sovietica Viatcheslav Bochkarev Kirill Ivanov Grachia Petikian | 1169      | Jugoslavia Rajmond Debevec Nemania Mirosavliev Goran Maksimonic | 1160      |
| 50m in piedi                | Lee Eun-Chul                                                             | 387       | Enrique Claverol                                                      | 382       | Robert Foth                                                     | 382       |
| 50m in piedi a squadre      | Unione Sovietica Viatcheslav Bochkarev Kirill Ivanov Grachia Petikian    | 1138      | Cecoslovacchia Jaromir Bures Václav Bečvář Miroslav Varga             | 1132      | Francia Jean-Pierre Amat Pascal Bessy Michel Bury               | 1131      |
| 300m 3 posizioni            | Malcolm Cooper                                                           | 1168      | Glenn Dubis                                                           | 1167      | Jørgen Herlufsen                                                | 1163      |
| 300m 3 posizioni a squadre  | Unione Sovietica Anatoli Klimenko Igor Maksakov Grachia Petikian         | 3467      | Francia Pascal Bessy Roger Chassat Dominique Maquin                   | 3462      | Svezia Goran Jansson Roger Jansson Larsson                      | 3460      |
| 300m a terra                | Harald Stenvaag                                                          | 600 (RM)  | Norbert Sturny                                                        | 599       | Thomas Tamas                                                    | 599       |
| 300m a terra a squadre      | Norvegia Joern Dalen Geir Magne Rolland Harald Stenvaag                  | 1785      | Stati Uniti Bradley Carnes Glenn Dubis Thomas Tamas                   | 1780      | Gran Bretagna Malcolm Cooper Davis Michael Sullivan             | 1779      |
| 300m in ginocchio           | Malcolm Cooper                                                           | 392       | Jørgen Herlufsen                                                      | 392       | Hubert Bichler                                                  | 390       |
| 300m in ginocchio a squadre | Svezia Goran Jansson Roger Jansson Larsson                               | 1162      | Unione Sovietica Anatoli Klimenko Igor Maksakov Grachia Petikian      | 1154      | Svizzera Olivier Cottagnoud Pierre Alain Dufaux Norbert Sturny  | 1153      |
| 300m in piedi               | Glenn Dubis                                                              | 385       | Roger Jansson                                                         | 380       | Pascal Bessy                                                    | 378       |
| 300m in piedi a squadre     | Francia Pascal Bessy Roger Chassat Dominique Maquin                      | 1129      | Unione Sovietica Anatoli Klimenko Igor Maksakov Grachia Petikian      | 1122      | Cecoslovacchia Milan Bakes Petr Kurka Pavel Liskovec            | 1119      |

#### Carabina standard
| Evento         | Oro                                               | Oro       | Argento                                                 | Argento   | Bronzo                                                    | Bronzo    |
| Evento         | Atleta                                            | Risultato | Atleta                                                  | Risultato | Atleta                                                    | Risultato |
| 300m           | Glenn Dubis                                       | 582       | Norbert Sturny                                          | 78        | Malcolm Cooper                                            | 577       |
| 300m a squadre | Stati Uniti Bradley Carnes Glenn Dubis Steve Goff | 1719      | Svizzera Heinz Braem Pierre Alain Dufaux Norbert Sturny | 1713      | Finlandia Kalle Leskinen Tapio Säynevirta Ralf Westerlund | 1710      |

#### Carabina ad aria
| Evento        | Oro                                                               | Oro       | Argento                                              | Argento   | Bronzo                                    | Bronzo    |
| Evento        | Atleta                                                            | Risultato | Atleta                                               | Risultato | Atleta                                    | Risultato |
| 10m           | Johann Riederer                                                   | 697,4     | Rajmond Debevec                                      | 694,9     | Masaru Yanagida                           | 693,7     |
| 10m a squadre | Germania Ovest Johann Riederer Hannes Hiorschvogel Matthias Stich | 1766      | Germania Est Olaf Hess Sven Martini Frank Rettkowski | 1765      | Corea del Sud Cha Eom Tae-Jin Yoo Jung-Mo | 1761      |

#### Pistola
| Evento        | Oro                                              | Oro       | Argento                                                            | Argento   | Bronzo                                            | Bronzo    |
| Evento        | Atleta                                           | Risultato | Atleta                                                             | Risultato | Atleta                                            | Risultato |
| 50m           | Spas Koprinkov                                   | 671       | Wang Yifu                                                          | 663       | Sergej Pyž'janov                                  | 660       |
| 50m a squadre | Ungheria Istvan Agh Csaba Gyorik Zoltan Papanitz | 1695      | Unione Sovietica Igor Basinski Alexandr Melentiev Sergej Pyž'janov | 1693      | Svezia Bengt Kamis Benny Oestlund Ragnar Skanåker | 1681      |

#### Pistola a fuoco rapido
| Evento        | Oro                                                               | Oro       | Argento                                             | Argento   | Bronzo                                                 | Bronzo    |
| Evento        | Atleta                                                            | Risultato | Atleta                                              | Risultato | Atleta                                                 | Risultato |
| 25m           | Ralf Schumann                                                     | 885       | Miroslav Ignatiuk                                   | 883       | Petri Eteläniemi                                       | 882       |
| 25m a squadre | Unione Sovietica Afanasi Kusmin Miroslav Ignatiuk Victor Torschin | 1766 (RM) | Ungheria Laszlo Balogh Zoltan Kovacs Lajos Palinkas | 1759      | Svizzera Otto Keller Anton Küchler Hansruedi Schneider | 1753      |

#### Pistola a fuoco
| Evento        | Oro                                                                | Oro       | Argento                                            | Argento   | Bronzo                                             | Bronzo    |
| Evento        | Atleta                                                             | Risultato | Atleta                                             | Risultato | Atleta                                             | Risultato |
| 25m           | Sergej Pyž'janov                                                   | 590       | Miroslav Ignatiuk                                  | 588       | Park Byung-Taek                                    | 588       |
| 25m a squadre | Unione Sovietica Miroslav Ignatiuk Afanasi Kusmin Sergej Pyž'janov | 1762      | Finlandia Seppo Makinen A., Makinen Reijo Parepalo | 1750      | Stati Uniti Don Nygord Eduardo Suarez Darius Young | 1748      |

#### Pistola standard
| Evento        | Oro                                                            | Oro       | Argento                          | Argento   | Bronzo                                            | Bronzo    |
| Evento        | Atleta                                                         | Risultato | Atleta                           | Risultato | Atleta                                            | Risultato |
| 25m           | Miroslav Ignatiuk                                              | 577       | Finn Damkjær                     | 576       | Anton Küchler                                     | 575       |
| 25m a squadre | Unione Sovietica Igor Basinski Afanasi Kusmin Sergej Pyž'janov | 1723      | Cina Wang Hui Wang Runxi Wang Y. | 1713      | Stati Uniti Erich Buljung Jimmie McCoy Don Nygord | 1710      |

#### Pistola ad aria
| Evento        | Oro                                                             | Oro       | Argento                                          | Argento   | Bronzo                                            | Bronzo    |
| Evento        | Atleta                                                          | Risultato | Atleta                                           | Risultato | Atleta                                            | Risultato |
| 10m           | Bernardo Tobar                                                  | 682,6     | István Ágh                                       | 681,3     | Boris Kokorev                                     | 680,9     |
| 10m a squadre | Unione Sovietica Boris Kokorev Mikhail Nestuev Sergej Pyž'janov | 1732      | Ungheria István Ágh Csaba Gyorik Zoltan Papanitz | 1729      | Germania Est Gernot Eder Jens Potteck Uwe Potteck | 1722      |

#### Bersaglio mobile
| Evento              | Oro                                                               | Oro       | Argento                                                           | Argento   | Bronzo                                                        | Bronzo    |
| Evento              | Atleta                                                            | Risultato | Atleta                                                            | Risultato | Atleta                                                        | Risultato |
| 50m                 | Alexéi Poslov                                                     | 594       | Manfred Kurzer                                                    | 594       | Attila Solti                                                  | 594       |
| 50m a squadre       | Ungheria Jozsef Angyan Jozsef Sike Attila Solti                   | 1767      | Unione Sovietica Gennadi Avramenko Anatoli Asrabaev Alexéi Poslov | 1765      | Cina Ahu Ji Gang Zhang                                        | 1757      |
| Misto 50m           | Zhang Ronghui                                                     | 396       | Gennadi Avramenko                                                 | 394       | Manfred Kurzer                                                | 393       |
| Misto 50m a squadre | Unione Sovietica Gennadi Avramenko Anatoli Asrabaev Alexéi Poslov | 1174      | Cina Cai Zhiyong Shu Quingquan Zhang                              | 1171      | Ungheria Jozsef Angyan Jozsef Sike Attila Solti               | 1165      |
| 10m                 | Manfred Kurzer                                                    | 664       | Shu Quingquan                                                     | 659       | Gennadi Avramenko                                             | 659       |
| 10m a squadre       | Cina Cai Zhiyong Shu Quingquan Zhang                              | 1694      | Ungheria Jozsef Angyan Jozsef Sike Attila Solti                   | 1693      | Germania Ovest Peter Meserth Michael Jakosits Jens Zimmermann | 1692      |

#### Fossa olimpica
| Evento      | Oro                                              | Oro       | Argento                                             | Argento   | Bronzo                                               | Bronzo    |
| Evento      | Atleta                                           | Risultato | Atleta                                              | Risultato | Atleta                                               | Risultato |
| Individuale | Jörg Damme                                       | 224       | Daniele Cioni                                       | 223       | Marco Venturini                                      | 221       |
| A squadre   | Italia Daniele Cioni Marco Venturini Albano Pera | 441       | Portogallo Antonio Marques Joao Rebelo Manuel Silva | 440       | Germania Est Jörg Damme Thomas Fichtner Ralf Rehberg | 432       |

#### Doubletrap
| Evento      | Oro                                                | Oro       | Argento                                             | Argento   | Bronzo                                           | Bronzo    |
| Evento      | Atleta                                             | Risultato | Atleta                                              | Risultato | Atleta                                           | Risultato |
| Individuale | Bret Erickson                                      | 221 (RM)  | Kevin Gill                                          | 215       | Jean-Paul Gros                                   | 214       |
| A squadre   | Francia Bernard Blondeau Jean-Paul Gros Yves Tronc | 364 (RM)  | Australia Michael Diamond Russell Mark Craig Tilley | 358       | Italia Daniele Cioni Marco Venturini Albano Pera | 354       |

#### Skeet
| Evento      | Oro                                                         | Oro       | Argento                                                         | Argento   | Bronzo                                                             | Bronzo    |
| Evento      | Atleta                                                      | Risultato | Atleta                                                          | Risultato | Atleta                                                             | Risultato |
| Individuale | Andrea Benelli                                              | 222       | Servando Puldón                                                 | 221       | Tomas Imnaichvili                                                  | 220       |
| A squadre   | Cecoslovacchia Bronislav Bechynsky Leos Hlavacek Petr Malek | 439       | Unione Sovietica Tomas Imnaichvili Peeter Piakk Valeri Timokhin | 438       | Cuba Tomas Imnaichvili Martínez Rodríguez Guillermo Alfredo Torres | 435       |

### Donne

#### Carabina
| Evento                    | Oro                                                               | Oro       | Argento                                               | Argento   | Bronzo                                                            | Bronzo    |
| Evento                    | Atleta                                                            | Risultato | Atleta                                                | Risultato | Atleta                                                            | Risultato |
| 50m 3 posizioni           | Vesela Lečeva                                                     | 678,2     | Deena Wigger                                          | 676,1     | Anitsa Valkova                                                    | 675,5     |
| 50m 3 posizioni a squadre | Bulgaria Anitsa Valkova Vesela Lečeva Nonka Matova                | 1738 (RM) | Stati Uniti Launi Meili Kristen Peterson Deena Wigger | 1725      | Unione Sovietica Valentina Cherkasova Lessia Leskiv Irina Shilova | 1720      |
| 50m a terra               | Irina Shilova                                                     | 596       | Valentina Cherkasova                                  | 596       | Lessia Leskiv                                                     | 594       |
| 50m a terra a squadre     | Unione Sovietica Valentina Cherkasova Lessia Leskiv Irina Shilova | 1786 (RM) | Bulgaria Milena Spasova Vesela Lečeva Nonka Matova    | 1772      | Stati Uniti Launi Meili Kristen Peterson Tammie De Angelis        | 1771      |

#### Carabina ad aria
| Evento        | Oro                                                   | Oro       | Argento                                            | Argento   | Bronzo                                                             | Bronzo    |
| Evento        | Atleta                                                | Risultato | Atleta                                             | Risultato | Atleta                                                             | Risultato |
| 10m           | Éva Joó                                               | 496,4     | Renata Mauer                                       | 494,8     | Jolanda Swinkels                                                   | 493,6     |
| 10m a squadre | Stati Uniti Launi Meili Kristen Peterson Deena Wigger | 1171      | Ungheria Bernadette Fehrentheil Éva Forian Éva Joó | 1170      | Unione Sovietica Valentina Cherkasova Anna Malukhina Irina Shilova | 1168      |

#### Pistola
| Evento        | Oro                                                               | Oro       | Argento                                           | Argento   | Bronzo                           | Bronzo    |
| Evento        | Atleta                                                            | Risultato | Atleta                                            | Risultato | Atleta                           | Risultato |
| 25m           | Marina Logvinenko                                                 | 685       | Evgenia Galuso                                    | 685       | Li Duihong                       | 684       |
| 25m a squadre | Unione Sovietica Marina Logvinenko Evgenia Galuso Nino Salukvadze | 1751      | Svezia Kerstin Dopin Britt Marie Ellis Chris Kajd | 1735      | Cina Liu Haiying Li Qian Meifang | 1733      |

#### Pistola ad aria
| Evento        | Oro                                                                  | Oro       | Argento                                                         | Argento   | Bronzo                                                    | Bronzo    |
| Evento        | Atleta                                                               | Risultato | Atleta                                                          | Risultato | Atleta                                                    | Risultato |
| 10m           | Jasna Šekarić                                                        | 483,8     | Marina Logvinenko                                               | 483,1     | Svetlana Smirnova                                         | 482,7     |
| 10m a squadre | Unione Sovietica Marina Logvinenko Svetlana Smirnova Nino Salukvadze | 1157      | Germania Ovest Lieselotte Breker Monika Schilleder Margit Stein | 1134      | Bulgaria Maria Grozdeva Margarita Shkodrova Tania Staneva | 1133      |

#### Fossa olimpica
| Evento      | Oro                                                 | Oro       | Argento                                                         | Argento   | Bronzo                                 | Bronzo    |
| Evento      | Atleta                                              | Risultato | Atleta                                                          | Risultato | Atleta                                 | Risultato |
| Individuale | Pia Baldisserri                                     | 189       | Roberta Pelosi                                                  | 188       | Wang Yujin                             | 184       |
| A squadre   | Italia Paola Tattini Roberta Pelosi Pia Baldisserri | 414       | Unione Sovietica Maia Gubieva Irina Laritcheva Elena Shishirina | 402       | Cina Lu Ruizhen Wang Yujin Yin Weiping | 386       |

#### Doubletrap
| Evento      | Oro                                                             | Oro       | Argento                                | Argento   | Bronzo                                            | Bronzo    |
| Evento      | Atleta                                                          | Risultato | Atleta                                 | Risultato | Atleta                                            | Risultato |
| Individuale | Pusila Satu                                                     | 162 (RM)  | Elena Shishirina                       | 157       | Audrey Grosch                                     | 147       |
| A squadre   | Unione Sovietica Maia Gubieva Irina Laritcheva Elena Shishirina | 246 (RM)  | Cina Lu Ruizhen Wang Yujin Yin Weiping | 231       | Stati Uniti Gephart Audrey Grosch Denise Morrison | 230       |

#### Skeet
| Evento      | Oro                                                  | Oro       | Argento                                 | Argento   | Bronzo                                                                | Bronzo    |
| Evento      | Atleta                                               | Risultato | Atleta                                  | Risultato | Atleta                                                                | Risultato |
| Individuale | Svetlana Demina                                      | 195       | Erzsébet Vasvári                        | 193       | Zhang Shan                                                            | 192       |
| A squadre   | Ungheria Ibolya Gobolos Diana Igaly Erzsébet Vasvári | 429       | Cina Shao Weiping Wu Lanying Zhang Shan | 418       | Unione Sovietica Svetlana Demina Zemfira Meftahətdinova Elena Pushina | 416       |

## Medagliere
Nazione ospitante
| Posiz. | Nazione          | Oro | Argento | Bronzo | Totale |
| ------ | ---------------- | --- | ------- | ------ | ------ |
| 1      | Unione Sovietica | 20  | 15      | 11     | 46     |
| 2      | Stati Uniti      | 5   | 5       | 7      | 17     |
| 3      | Ungheria         | 4   | 6       | 2      | 12     |
| 4      | Italia           | 4   | 2       | 2      | 8      |
| 5      | Germania Ovest   | 4   | 1       | 2      | 7      |
| 6      | Germania Est     | 3   | 2       | 3      | 8      |
| 7      | Bulgaria         | 3   | 1       | 2      | 6      |
| 8      | Cina             | 2   | 6       | 6      | 14     |
| 9      | Francia          | 2   | 1       | 3      | 6      |
| 10     | Gran Bretagna    | 2   | 1       | 2      | 5      |
| 11     | Norvegia         | 2   | 1       | 0      | 3      |
| 12     | Corea del Sud    | 2   | 0       | 2      | 4      |
| 13     | Cecoslovacchia   | 1   | 3       | 1      | 5      |
| 14     | Svezia           | 1   | 2       | 2      | 5      |
| 15     | Jugoslavia       | 1   | 1       | 3      | 5      |
| 16     | Finlandia        | 1   | 1       | 2      | 4      |
| 17     | Colombia         | 1   | 0       | 0      | 1      |
| 18     | Svizzera         | 0   | 3       | 3      | 6      |
| 19     | Danimarca        | 0   | 2       | 1      | 3      |
| 20     | Cuba             | 0   | 1       | 1      | 2      |
| 20     | Polonia          | 0   | 1       | 1      | 2      |
| 22     | Australia        | 0   | 1       | 0      | 1      |
| 22     | Spagna           | 0   | 1       | 0      | 1      |
| 22     | Portogallo       | 0   | 1       | 0      | 1      |
| 25     | Giappone         | 0   | 0       | 1      | 1      |
| 25     | Paesi Bassi      | 0   | 0       | 1      | 1      |